# Cem Yılmaz
Cem Yılmaz, född 3 juni 1982, är en turkisk roddare.
Yılmaz tävlade för Turkiet vid olympiska sommarspelen 2016 i Rio de Janeiro, där han tillsammans med Hüseyin Kandemir slutade på 16:e plats i lättvikts-dubbelsculler.